# Анел (Ардени)
Анел (фр. Annelles) насеље је и општина у североисточној Француској у региону Шампања-Ардени, у департману Ардени која припада префектури Ретел.
По подацима из 2011. године у општини је живело 139 становника, а густина насељености је износила 11,29 становника/km². Општина се простире на површини од 12,31 km². Налази се на средњој надморској висини од 120 метара.

## Демографија
| 1962. | 1968. | 1975. | 1982. | 1990. | 1999. | 2011. |
| ----- | ----- | ----- | ----- | ----- | ----- | ----- |
| 84    | 95    | 90    | 89    | 110   | 118   | 139   |

График промене броја становника у току последњих година